# Sphecodes schoanus
Sphecodes schoanus là một loài Hymenoptera trong họ Halictidae. Loài này được Blüthgen mô tả khoa học năm 1928.